# Tomislav Mrkonjić
Tomislav Mrkonjić (Split, 2 februari 1994) is een Kroatisch voetballer die als middenvelder speelt.

## Carrière
Mrkonjić kwam in de jeugd uit voor de grote Kroatische voetbalclubs Hajduk Split en Dinamo Zagreb voordat hij de overstap maakte naar Split uit zijn geboorteplaats. In de eerste seizoenen werd hij uitgeleend aan NK Imotski, dat uitkwam op het tweede voetbalniveau in Kroatië. Na twee seizoenen keerde hij terug naar zijn eerste jeugdclub Croatia Zmijavci, dat speelde op het derde voetbalniveau. Na twee seizoenen indruk gemaakt te hebben tranfereerde hij naar NK Rudeš in de 1. HNL. Na een teleurstellend seizoen, waarin de club degradeerde, keerde hij opnieuw terug naar Croatia Zmijavci dat inmiddels promotie had gemaakt naar het tweede voetbalniveau. In de winter van 2021 sloot hij zich voor een half seizoen aan bij NK Radomlje uit Slovenië. Dit betekende zijn eerste buitenlandse avontuur. In juli 2022 maakte hij transfervrij de overstap naar PEC Zwolle. Hij ondertekende een contract voor twee seizoenen met een optie voor een derde seizoen.

### Carrièrestatistieken
| Seizoen                     | Club             | Land            | Competitie                  | Competitie | Competitie | Beker | Beker | Internationaal | Internationaal | Overig | Overig | Totaal | Totaal |
| Seizoen                     | Club             | Land            | Competitie                  | Wed.       | Dlp.       | Wed.  | Dlp.  | Wed.           | Dlp.           | Wed.   | Dlp.   | Wed.   | Dlp.   |
| --------------------------- | ---------------- | --------------- | --------------------------- | ---------- | ---------- | ----- | ----- | -------------- | -------------- | ------ | ------ | ------ | ------ |
| 2014/15                     | Split            | Kroatië         | 1. HNL                      | 2          | 0          | 0     | 0     | –              | –              | 0      | 0      | 2      | 0      |
| 2014/15                     | → NK Imotski     | Kroatië         | 2. HNL                      | 15         | 6          | 0     | 0     | –              | –              | 0      | 0      | 15     | 6      |
| 2015/16                     | Split            | Kroatië         | 1. HNL                      | 2          | 0          | 0     | 0     | –              | –              | 0      | 0      | 2      | 0      |
| 2015/16                     | → NK Imotski     | Kroatië         | 2. HNL                      | 13         | 5          | 0     | 0     | –              | –              | 0      | 0      | 13     | 5      |
| 2016/17                     | Croatia Zmijavci | Kroatië         | 3. HNL                      | 16         | 11         | 0     | 0     | –              | –              | 0      | 0      | 16     | 11     |
| 2016/17                     | Hajduk Split II  | Kroatië         | 3. HNL                      | 14         | 1          | 0     | 0     | –              | –              | 0      | 0      | 14     | 1      |
| 2017/18                     | Croatia Zmijavci | Kroatië         | 3. HNL                      | –          | –          | 0     | 0     | –              | –              | 0      | 0      | –      | –      |
| 2018/19                     | NK Rudeš         | Kroatië         | 1. HNL                      | 26         | 4          | 0     | 0     | –              | –              | 0      | 0      | 26     | 4      |
| 2019/20                     | NK Rudeš         | Kroatië         | 2. HNL                      | 1          | 0          | 0     | 0     | –              | –              | 0      | 0      | 1      | 0      |
| 2019/20                     | Croatia Zmijavci | Kroatië         | 2. HNL                      | 3          | 2          | 0     | 0     | –              | –              | 0      | 0      | 3      | 2      |
| 2020/21                     | Croatia Zmijavci | Kroatië         | 2. HNL                      | 26         | 13         | 0     | 0     | –              | –              | 0      | 0      | 26     | 13     |
| 2021/22                     | Croatia Zmijavci | Kroatië         | 2. HNL                      | 11         | 7          | 0     | 0     | –              | –              | 0      | 0      | 11     | 7      |
| 2021/22                     | NK Radomlje      | Slovenië        | 1. slovenska nogometna liga | 16         | 8          | 0     | 0     | –              | –              | 0      | 0      | 16     | 8      |
| 2022/23                     | PEC Zwolle       | Nederland       | Eerste divisie              | 10         | 3          | 1     | 0     | –              | –              | 0      | 0      | 11     | 3      |
| Carrière totaal             | Carrière totaal  | Carrière totaal | Carrière totaal             | 155        | 60         | 1     | 0     | 0              | 0              | 0      | 0      | 156    | 60     |
| Bijgewerkt tot 26 juni 2023 |                  |                 |                             |            |            |       |       |                |                |        |        |        |        |